# Maia Morgenstern
Pour les articles homonymes, voir Morgenstern.
Maia Morgenstern, née le 1er mai 1962 à Bucarest, est une actrice roumaine. Elle commence sa carrière d'actrice en 1983 au cinéma, grâce au film roumain Prea cald pentru luna mai.

## Biographie

### Famille et identité
Maïa Emilia Ninel Morgenstern naît dans une famille juive ; son père, Asher Morgenstern, est enseignant en mathématiques et originaire de la ville de Reni en Bessarabie et sa mère, Sarah née Rapaport, originaire de Dorohoi. Ses grands-parents ont été déportés en Transnistrie (où son grand-père est mort) à Auschwitz pendant la Shoah. Son père en est un survivant qui est plus tard mis encore dans un camp de travail stalinien.
Elle-même entend sa première remarque antisémite à son égard par un camarade de classe quand elle a 9 ans.
Ses parents lui enseignent l'histoire et la philosophie juives, ce qui pique sa curiosité pour les rites juifs et l'incite à fréquenter la synagogue de Bucarest lors des offices de Yom Kippour où elle apprécie le « son de la langue hébraïque ».

### Carrière

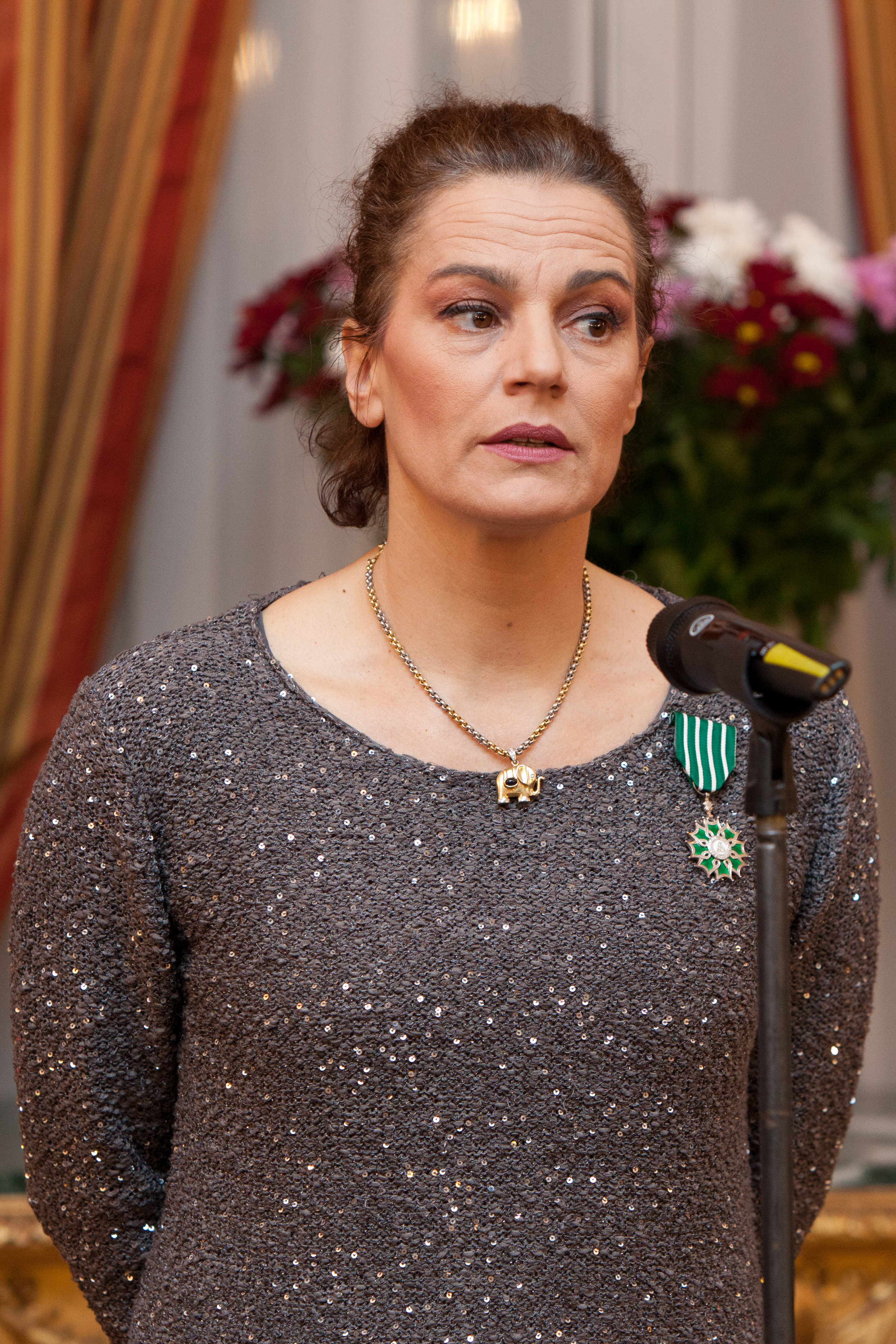
Maia Morgenstern en 2012

À la fin de son adolescence, elle auditionne pour le Théâtre d'État juif et commencé à jouer des pièces en yiddish.
Elle poursuit ses études et sort diplômée de l'Académie Théâtre et Film à Bucarest en 1985. Maia Morgenstern étudie ensuite le théâtre au Teatrul Tineretului (Théâtre de la jeunesse) jusqu'en 1988, et au Teatrul Evreiesc de Stat (Théâtre juif d'État) de Bucarest de 1988 à 1990. De 1990 à 1998, elle a été membre du Théâtre National de Bucarest, et depuis 1998 de Teatrul Bulandra.

Morgenstern a joué dans une trentaine de films roumains et européens de l'est et est très connue dans son pays. Elle parle couramment l'anglais.

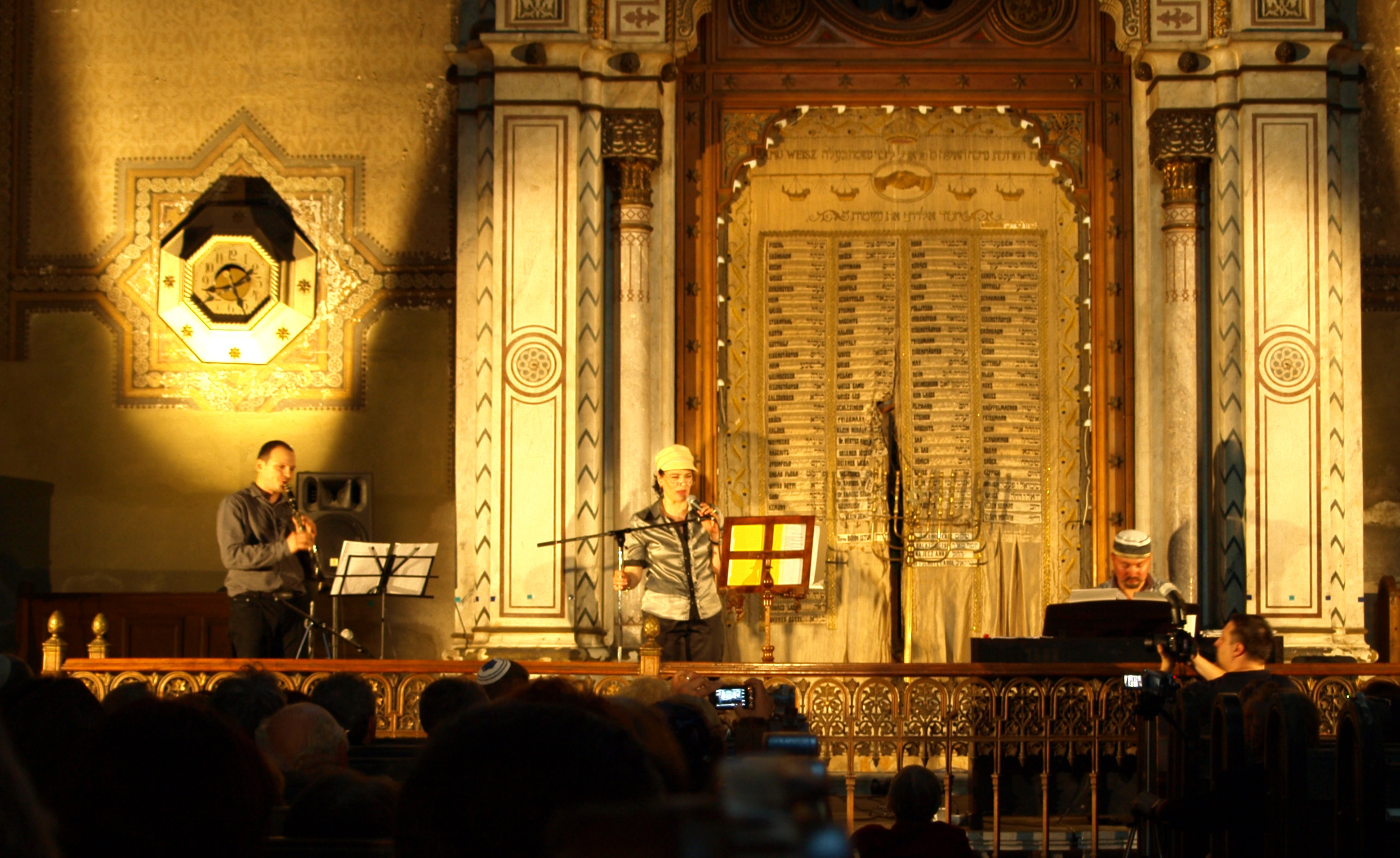
Maia Morgenstern en concert, chantant des chansons juives, Timișoara, 25 mai 2010

En 2004, elle joue Marie dans le film américain de Mel Gibson, La Passion du Christ, où les acteurs doivent s'exprimer en araméen, en le mémorisant phonétiquement. Il se trouve que son nom Morgenstern signifie « étoile du matin », un titre donné à la Vierge. Elle défend La Passion du Christ dans les interviews qu'elle donne contre les nombreuses allégations d'antisémitisme,.
Depuis 2012, elle dirige le Théâtre d'État juif de Bucarest.
À la fin de l’année 2013, au théâtre d'État juif (en) de Bucarest, elle fait un discours d'introduction devant de nombreuses personnalités et hommes d’affaires, pour l'artiste Jana Gertler, pour l'exposition de ses œuvres avec le concours de Adrian Buga.
En 2017, elle joue au théâtre la pièce Empire, sous la direction du metteur en scène suisse Milo Rau, où elle raconte une partie de sa vie.

## Vie privée
Morgenstern a été mariée deux fois au cours de sa vie : en 1983–1999 à l'acteur de théâtre Claudio Estodor avec lequel elle a eu l'acteur Tudor Istodor et une fille nommée Eva Leah Kabiriya, et en 2001–2015 au Dr Domitro Belciano avec lequel elle a eu une autre fille nommée Anna Isadora.

## Filmographie

### Cinéma
- 1983 : Prea cald pentru luna mai ;
- 1983 : Dreptate în lanturi ;
- 1984 : Secretul lui Bachus ;
- 1986 : Anotimpul iubirii ;
- 1988 : Maria si marea : Maria ;
- 1989 : Marea sfidare ;
- 1990 : Pasaj ;
- 1991 : Cei care platesc cu viata ;
- 1991 : Baiatul cu o singura bretea ;
- 1992 : Ramînerea ;
- 1992 : Le Chêne (Balanta) : Nela ;
- 1993 : Cel mai iubit dintre pamînteni ;
- 1993 : Casa din vis ;
- 1993 : Trahir : Woman in Prison ;
- 1994 : Nostradamus : Helen ;
- 1995 : La Septième demeure (Siódmy pokój) : Edith Stein ;
- 1995 : Vlemma tou Odyssea, To : Ulysses' wife ;
- 1997 : Omul zilei ;
- 1997 : Les Garçons Witman (Witman fiúk) : Mrs. Witman ;
- 1999 : Triunghiul mortii : Regina Maria ;
- 1999 : Fata în fata ;
- 1999 : Kínai védelem ;
- 2000 : Marie, Nonna, la Vierge et moi : Nonna ;
- 2001 : Patul lui Procust : Doamna T. ;
- 2003 : A Rózsa énekei : Olga ;
- 2003 : Bolondok éneke : Gina ;
- 2004 : La Passion du Christ (The Passion of the Christ) : Marie ;
- 2004 : Damen tango ;
- 2004 : Orient Express : Amalia Frunzetti ;
- 2005 : 15 ;
- 2006 : Visuri otravite: Ada's mother ;
- 2006 : Margo: Margo's Stepmother ;
- 2006 : 1Mansfeld: Mrs. Mansfeld ;
- 2008 : Mar nero: Madalina ;
- 2008 : Die Zweite Frau: Bogdana ;
- 2009 : O secunda de viata ;
- 2009 : Luna verde: Simona ;
- 2009 : Ève ;
- 2009 : C.F. : Eszter Somos ;
- 2010 : Luna verde : Simona ;
- 2010 : Eva : Maria ;
- 2011 : La fin du silence (The End of Silence) : Anne ;
- 2011 : Fata din Transilvania ;
- 2011 : Sange Tanar, Munti Si Brazi : Mama ;
- 2011 : La Fin du silence : la mère ;
- 2016 : Free Dance (High Strung) de Michael Damian : Markova, la directrice de l'école de musique.

### Télévision
- 1998 : Álombánya, Az ;
- 2000 : Dark Prince: The True Story of Dracula : La femme à la fontaine ;
- 2005 : L'Homme pressé : Bonne de Bois de Rose ;
- 2009 : Aniela : Maica Stareta ;
- 2010 - 2011 : Iubire si Onoare : Marieta.